# Estación de Exposición (Metrorrey)
La estación Exposición es la terminal de la línea 1 de Metrorrey. Fue inaugurada el 25 de abril de 1991. Está localizada en la Av. Juárez y Av. Azteca en el fraccionamiento Azteca de Guadalupe, Nuevo León. El icono de esta estación es representado por una cabeza de ganado Bovino; debido a que esta se localiza en los límites de la Exposición Ganadera.
Esta estación terminal es una estación multimodal de la línea, ya que sirve de enlace entre Metro, Metrobús, TransMetro y MetroEnlace.

## Conexiones

### TransMetro
La estación Exposición comenzó a contar con sistema TransMetro desde el 30 de abril de 2005. La estación cuenta con dos rutas:
- Exposición - Av. México: Un sistema BRT con carril confinado y estaciones establecidas a lo largo de la avenida Pablo Livas, opera con 15 unidades Marcopolo Scania MP60 de piso alto desde el 4 de septiembre de 2017. Cuenta con estaciones establecidas, las cuales son:
  - 1. Estación Exposición
  - 2. Benito Juárez (Av. Benito Juárez y C. Tolteca)
  - 3. Tolteca Poniente (Parque Tolteca Poniente)
  - 4. Tolteca Oriente (Parque Tolteca Oriente)
  - 5. Nuevo León (Av. Nuevo León y C. Villa Franca)
  - 6. 15 de Mayo (Av. Pablo Livas y C. 15 de Mayo)
  - 7. Los Reyes (Av. Pablo Livas y C. Los Reyes)
  - 8. Fidel Velázquez (Av. Pablo Livas y C. Fidel Velázquez)
  - 9. Noche Buena (Av. Pablo Livas y C. Noche Buena)
  - 10. Serafin Peña (Av. Pablo Livas y Av. Serafín Peña)
  - 11. Arturo B. de la Garza (Av. Pablo Livas y Av. Arturo B. de la Garza)
  - 12. Evolución (Av. Pablo Livas y C. Evolución)
  - 13. Francisco Zertuche (Av. Pablo Livas y Av. Francisco Zertuche)
  - 14. Dalia (Av. Pablo Livas y C. Dalia)
  - 15. Acacia (Av. Pablo Livas y C. Acacia)
  - 16. Monserrat (Av. Pablo Livas y C. Monserrat)
  - 17. Rincón de Guadalupe (Av. Pablo Livas y C. Rincón de Guadalupe)
  - 18. México (Av. Pablo Livas y Av. México)
- Exposición - Juárez - Valle del Roble: Sistema operado con 18 unidades Fotón C12 desde el 25 de febrero de 2023, recorre toda la avenida Benito Juárez hasta la colonia Valle del Roble en el municipio de Cadereyta, cuenta con un circuito alimentador a la colonia Bella Vista en Cadereyta.

### Metrobús
- Ruta 150 Valle del Roble: Recorre desde la estación hasta la colonia Valle del Roble en el municipio de Cadereyta.
- Ruta 223 Huertos: Recorre desde la estación hasta las colonias Colinas de la Morena y Los Huertos, en Juárez.
- Ruta 223 Evolución: Corre hacia las colonias 31 de Diciembre y Colinas del Sol, es el reemplazo de la Ruta 99 Evolución.
- Ruta 223 San Francisco - Expo: Corre hacia el municipio de Juárez, llegando las colonias Héctor Caballero y San Francisco. Es la versión corta de la Ruta 223 San Francisco - Villagran.
- Ruta 223 Monteverde - Zirándaro: Recorre desde la estación hasta las colonias Paseo de Guadalupe, Monteverde y Zirándaro, es el reemplazo de la Ruta 72 Monteverde.
- Ruta 223 Las Torres: Recorre desde la estación hasta la colonia Vistas del Seminario, en Juárez.
- Ruta 403 Infonavit La Joya: Recorre desde la estación hasta la zona de La Joya y Los Faisanes en Guadalupe.
- Ruta 411 San Rafael: Recorre desde la estación hasta la zona de San Rafael y Fomerrey 31 en Guadalupe. Es la versión corta de la Ruta 108 San Rafael.

### MetroEnlace
- InterEnlace: Cadereyta - Central de Autobuses: Corre hacia el municipio de Cadereyta, comenzando desde la Central de Autobuses en el Centro de Monterrey.